# Иванов, Гавриил Иванович
Гаврии́л Ива́нович Ивано́в (1922—2011) — бригадир слесарей-сборщиков Центрального конструкторского бюро технологии и оборудования научно-производственного объединения «Позитрон» Министерства электронной промышленности СССР (Ленинград), Герой Социалистического Труда (1976).

## Биография
Родился 6 апреля 1922 года в деревне Ламово Порховского уезда Псковской губернии (ныне Дедовичского района Псковской области) в крестьянской семье.
После окончания семилетней школы переехал к брату в Ленинград. В школе фабрично-заводского обучения получил специальность слесаря-сборщика и в 16 лет поступил на работу в артель «Штабметиз».
С 4 июля 1941 года — в Красной Армии, куда ушёл добровольцем. Участник Великой Отечественной войны. В начале войны выполнял обязанности ездового в хозяйственном взводе, пока не получил ранение в сентябре 1941 года. Вылечившись, окончил курсы пулемётчиков. В феврале 1942 года был направлен в отдельный мотострелковый батальон 124-й танковой бригады Ленинградского фронта, но уже на второй день был тяжело ранен в бедро. Восемь месяцев лечился в госпиталях. В 1944 году — номер расчета 1-й миномётной роты 1063-го стрелкового полка 272-й стрелковой дивизии 7-й армии Карельского и 2-го Белорусского фронтов, красноармеец. В июле того же года вступил в ВКП(б). Участвовал в боях в Восточной Пруссии, Северной Польше. Награждён медалями «За отвагу» и «За боевые заслуги». В марте 1945 года был направлен на учёбу в Казанское танковое училище имени Верховного Совета Татарской АССР.
Демобилизовавшись из армии в 1947 году, вернулся в Ленинград, где стал работать слесарем механосборочных работ в Центральном конструкторском бюро (ЦКБ) по проектированию специального оборудования для радиотехнической промышленности с опытным заводом № 574 (с 1966 года — ЦКБ технологии и оборудования с заводом — ЦКБТО), которое в марте 1969 года вошло в состав созданного научно-производственного объединения «Позитрон» Министерства электронной промышленности СССР.
Электронная промышленность тогда ещё начинала развиваться, очень нужны были квалифицированные, технически грамотные специалисты. Здесь ему пригодилось знание математики и механики. Работая в ЦКБТО, внёс более 50 рационализаторских предложений, создал школу передового опыта.
Создал комплексную бригаду, объединившую инженеров конструкторов, рабочих 7 профессиональных групп, и наладил производство малогабаритных цветных телевизоров, видеомагнитофонов и другой бытовой техники. Плановые задания выполнялись на 250—350 % в зависимости от поставок смежниками частей изделия. За высокие производственные достижения по итогам VIII пятилетки (1966—1970) награждён орденом Ленина. Бригадой и лично Гавриилом Ивановичем осваивались новые технологические процессы производства радиоэлектронной аппаратуры, выпуска новых образцов радиотехнического оборудования для ракетных войск и космонавтики.
Указом Президиума Верховного Совета СССР от 29 марта 1976 года за выдающиеся успехи в выполнении заданий девятой пятилетки, большой вклад в повышение эффективности производства и качества продукции Иванову Гавриилу Ивановичу присвоено звание Героя Социалистического Труда с вручением ордена Ленина и золотой медали «Серп и Молот».
Являясь наставником молодёжи, подготовил к сдаче на повышающий разряд более 50 человек.
Жил в Санкт-Петербурге. Умер 27 февраля 2011 года. Похоронен на Ковалёвском кладбище.

## Награды
- два ордена Ленина (26.04.1971; 29.03.1976)
- орден Отечественной войны I степени[1] (05.11.1985)
- орден «Знак Почёта» (28.04.1963)
- медаль «За отвагу»[2] (31.07.1944).
- медаль «За боевые заслуги» (20.05.1945)
- другие медали СССР и России